# Elsdorf (Wümme-Rotenburgi járás)
Elsdorf település Németországban, azon belül Alsó-Szászország tartományban. Lakosainak száma 2066 fő (2023. december 31.).

## Népesség
A település népességének változása:
| Lakosok száma | 2064 | 2003 | 2004 | 2000 | 2009 | 2066 |
|               | 2016 | 2017 | 2019 | 2021 | 2022 | 2023 |